# Embervadászat
Noha a kifejezés európai fül számára talán egy kissé erős, az angolszász büntetésvégrehajtásban embervadászat alatt egy veszélyes szökevény minden elérhető rendőri erő és technológia, néha pedig akár az nagyközönség bevetésével is történő üldözését értik.
Az embervadászatot akkor indítják meg, ha feltehető, hogy a súlyos bűnért felelős célszemély egy bizonyos területen tartózkodik. Az adott területet elérni képes minden rendőri egység részt vesz a keresésben, mindegyikük a terület egy-egy részét fésülve át. Emellett pedig az adott területet általában le is zárják, és minden lehetséges szökési útvonalat őriznek.
Az embervadászat a következő kimenetelekkel járhat:
- A célszemély sikeres elfogása a célterületen
- A célszemély megszökése a területről, ami után általában további erőfeszítések történnek a célszemély más területen, más eszközökkel történő elfogására
- Felhagynak a kereséssel, ha a rendőrség számára világossá válik, hogy elhanyagolható a célszemély elfogásának esélye

## Közönség felhasználása
Néha a rendőri erők a lakosság segítségét kérik a célszemély elfogásához, amihez a médiát használják fel, vagy akár ajtóról ajtóra haladva kérdezik meg az embereket, hogy látták-e az adott személyt, vagy körözési plakátokat helyeznek el a forgalmas helyeken.
A polgárokat arra kérik, hogy személyesen ne konfrontálódjanak a célszeméllyel, hanem hívják a rendőrséget és jelezzék, amit láttak.

## Híres embervadászatok
- Joseph Palczynski keresése a Marylandi Baltimore-ban 2000 márciusában
- A Texasi hetek keresése
- Vadászat a hat Mecklinburg Correctional Center-ből megszökött halálsori elítéltre   (Virginia)
- A 2005-ös embervadászat a texasi halálsorról megszökött elítélt, Charles Victor Thompson után